# U-260
| U-260                                                                                    | U-260 | U-260 |
| ---------------------------------------------------------------------------------------- | --- | --- |
| U 260                                                                                    | | |
|                                                                                          | | |
| Зображення підводного човна підтипу VIIC                                                 | | |
| Верф                                                                                     | «Бремер-Вулкан», Бремен-Вегенсак                                                                                   | «Бремер-Вулкан», Бремен-Вегенсак                                                                                   |
| Під прапором                                                                             | Третій Рейх | Третій Рейх |
| Порт приписки                                                                            | Кіль, Лор'ян, Сен-Назер, Берген                                                                                    | Кіль, Лор'ян, Сен-Назер, Берген                                                                                    |
| Сучасний статус                                                                          | підірвався на міні                                                                                                 | підірвався на міні                                                                                                 |
| Бойовий досвід                                                                           | Друга світова війна Битва за Атлантику                                                                             | Друга світова війна Битва за Атлантику                                                                             |
| Проєкт                                                                                   | | |
| Тип ПЧ                                                                                   | середній торпедний ДПЧ                                                                                             | середній торпедний ДПЧ                                                                                             |
| Вартість                                                                                 | 4 714 000 ℛℳ | 4 714 000 ℛℳ |
| Основні характеристики                                                                   | | |
| Швидкість (надводна)                                                                     | 17,9 вузла | 17,9 вузла |
| Швидкість (підводна)                                                                     | 8 вузлів | 8 вузлів |
| Робоча глибина занурення                                                                 | 100 м | 100 м |
| Гранична глибина занурення                                                               | 220 м | 220 м |
| Автономність плавання                                                                    | 135—174 км на швидкості 4 вузли (в підводному положенні) 11 470 км на швидкості 10 вузлів (у надводному положенні) | 135—174 км на швидкості 4 вузли (в підводному положенні) 11 470 км на швидкості 10 вузлів (у надводному положенні) |
| Екіпаж                                                                                   | 44—60 осіб | 44—60 осіб |
| Розміри                                                                                  | | |
| Довжина найбільша (по КВЛ)                                                               | 67,1 м | 67,1 м |
| Ширина корпусу найб.                                                                     | 6,2 м | 6,2 м |
| Висота                                                                                   | 9,6 м | 9,6 м |
| Середня осадка (по КВЛ)                                                                  | 4,74 м | 4,74 м |
| Водотоннажність надводна                                                                 | 769 т | 769 т |
| Силова установка                                                                         | | |
| дизель-електрична; 2 дизельних двигуни MAN M 6 V 40/46, 2 електродвигуни BBC GG UB 720/8 | | |
| Гвинти                                                                                   | 2 | 2 |
| Потужність                                                                               | 2 × 2100—2310 к.с. (дизелі) 2 × 750 к.с. (електродвигуни)                                                          | 2 × 2100—2310 к.с. (дизелі) 2 × 750 к.с. (електродвигуни)                                                          |
| Озброєння                                                                                | | |
| Артилерія                                                                                | 1 × 88-мм палубна гармата SK C/35                                                                                  | 1 × 88-мм палубна гармата SK C/35                                                                                  |
| Торпедно- мінне озброєння                                                                | 4 носових і один кормовий ТА 14 торпед або 26 мін TMA                                                              | 4 носових і один кормовий ТА 14 торпед або 26 мін TMA                                                              |
| ППО                                                                                      | 1 × 37-мм зенітна гармата Flak M42 2 × 20-мм зенітні гармати FlaK 30                                               | 1 × 37-мм зенітна гармата Flak M42 2 × 20-мм зенітні гармати FlaK 30                                               |

U-260 — середній німецький підводний човен типу VII C часів Другої світової війни.

## Історія
Замовлення на будівництво підводного човна було віддано 23 грудня 1939 року. Човен був закладений 7 травня 1941 року на верфі «Бремер-Вулкан» під будівельним номером 25, а спущений на воду 9 лютого 1942 року. Човен увійшов до строю 14 березня 1942 року. Цей човен був оснащений шноркелем.

### Командири
- Капітан-лейтенант Губертус Пуркольд (14 березня 1942 — квітень 1944)
- Оберлейтенант-цур-зее Клаус Бекер (квітень 1944 — 12 березня 1945)

### Флотилії
- 14 березня — 30 вересня 1942 року — 8-ма флотилія (навчальна)
- 1 жовтня 1942 року — 31 жовтня 1944 року — 6-та флотилія
- 1 листопада 1944 року — 12 березня 1945 року — 33-тя флотилія

### Історія служби
Човен здійснив 9 бойових походів. Потопив одне судно водотоннажністю 4893 брт. 12 березня 1945 року підводний човен U-260 затонув на південь від Ірландії поблизу Фастнет Рок, у районі з координатами 51°15′ пн. ш. 09°05′ зх. д. / 51.250° пн. ш. 9.083° зх. д. після підриву на міні на глибині 80 метрів. Весь екіпаж (48 осіб) врятувався і був інтернований в Ірландії.

### Вовчі зграї
U-260 входив до складу таких «вовчих зграй»:
- Luchs: 1—7 жовтня 1942 року
- Panther: 8—14 жовтня 1942 року
- Шпіц: 24—31 грудня 1942 року
- Seeteufel: 21—30 березня 1943 року
- Lowenherz: 3—7 квітня 1943 року
- Lerche: 11—13 квітня 1943 року
- Specht: 27 квітня — 4 травня 1943 року
- Fink: 4—6 травня 1943 року
- Leuthen: 25 серпня — 24 вересня 1943 року